# Lipogenys gillii
Lipogenys gillii är en fiskart som beskrevs av Goode och Bean, 1895. Lipogenys gillii ingår i släktet Lipogenys och familjen Notacanthidae. Inga underarter finns listade i Catalogue of Life.